# Diócesis de Peterborough (antigua)
La diócesis de Peterborough (en latín: Dioecesis Petroburgensis y en inglés: Diocese of Peterborough) fue una circunscripción eclesiástica de la Iglesia católica en el Reino Unido. Se trataba de una diócesis latina, sufragánea de la arquidiócesis de Canterbury. Por el Acta de Supremacía del Parlamento de Inglaterra del 8 de mayo de 1559 fue convertida en la diócesis de Peterborough de la Iglesia de Inglaterra.

## Territorio y organización

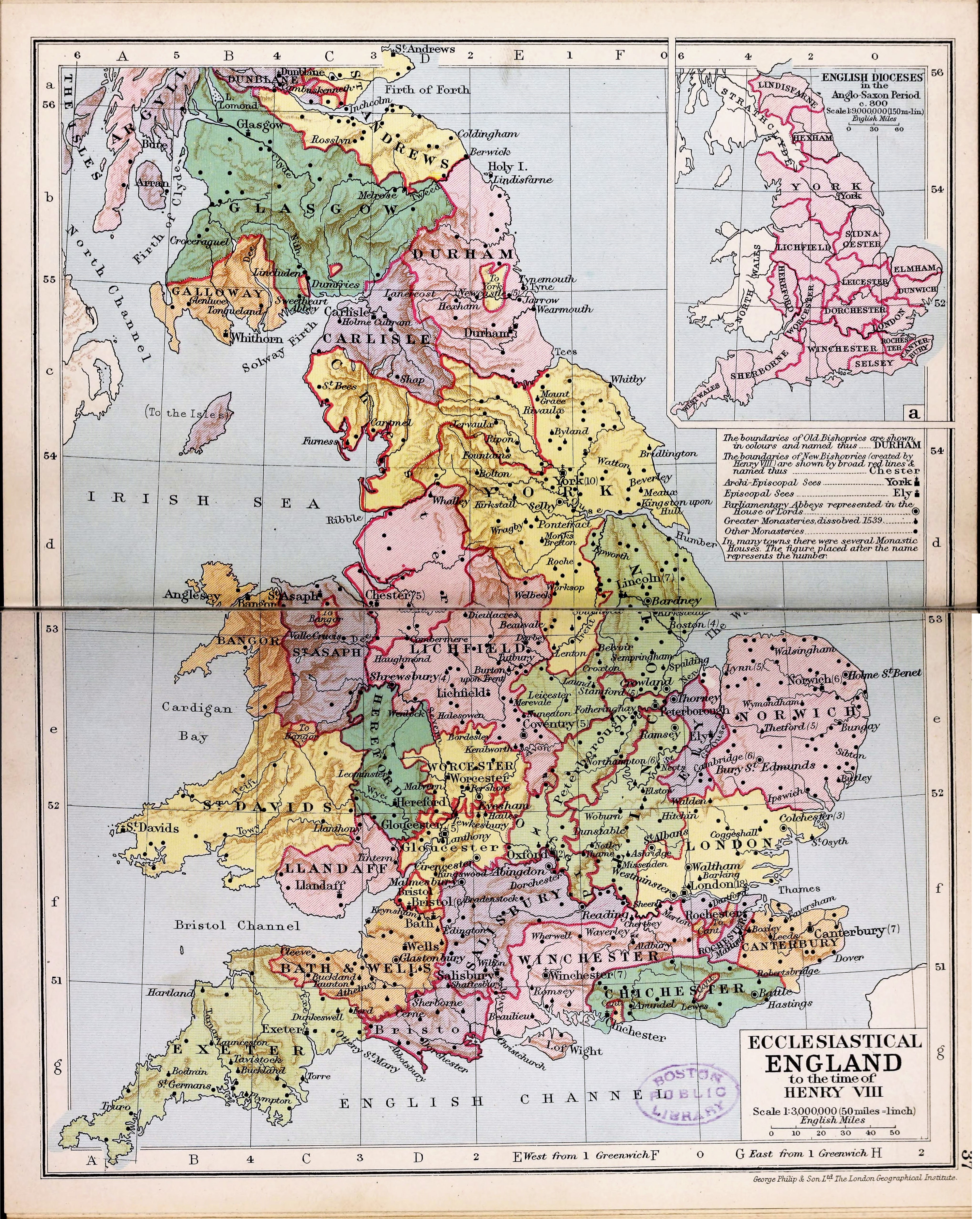
Mapa de las diócesis de Inglaterra

La diócesis extendía su jurisdicción sobre los fieles católicos de rito latino residentes en parte de Inglaterra en el área del condado de Cambridgeshire.
La sede de la diócesis se encontraba en la ciudad de Peterborough, en donde se halla la Catedral de San Pedro, San Pablo y San Andrés, que desde la Reforma anglicana pertenece a la Iglesia de Inglaterra. En ella se encuentra la tumba de la reina Catalina de Aragón.

## Historia
Luego de que el 23 de marzo de 1534 el papa Clemente VII excomulgara el rey Enrique VIII a causa de su divorcio de Catalina de Aragón, el 3 de noviembre de 1534 el Parlamento de Inglaterra aprobó el Acta de Supremacía de 1534
mediante la cual se declaraba que el rey era «only supreme head in earth of the Church of England, called Anglicana Ecclesia», acto formal mediante el cual la Iglesia católica de Inglaterra entraba en cisma con la Santa Sede, transformándose en una Iglesia nacional independiente. El 18 de diciembre de 1534 aprobó además la Ley de Traición que castigaba con la pena de muerte a quienes no aceptaran el Acta de Supremacía. El Parlamento de acuerdo con Enrique VIII emitió los Seis Artículos en agosto de 1539, por los que se mantuvo la liturgia católica-romana tradicional casi sin cambios en las doctrinas y prácticas de la nueva Iglesia nacional independiente de Inglaterra.
Con parte de la diócesis de diócesis de Lincoln el 4 de septiembre de 1541 Peterborough fue erigida como diócesis ex auctoritate por edicto del rey Enrique VIII sin reconocer ya la autoridad del papa. Su sede fue la antigua abadía de Peterborough, que había sido afectada en 1539 por la disolución de los monasterios por orden del Parlamento de Inglaterra y del rey. El primer obispo de la diócesis cismática de Peterborough fue el exabad John Chambers, consagrado sin permiso del papa el 23 de octubre de 1541. 
Tras la muerte de Enrique VIII el 28 de enero de 1547 lo sucedió su hijo Eduardo VI. Durante su reinado la Iglesia de Inglaterra llegó a ser teológicamente protestante. En Peterborough el obispo John Chambers continuó en el cargo.
Tras la muerte de Eduardo VI el 6 de julio de 1553 ascendió al trono la católica María I Tudor, quien por ley del Parlamento del 12 de noviembre de 1554 derogó el Acta de Supremacía y luego se abolió toda la legislación religiosa aprobada contra el papado a partir de 1529.
Peterborough fue reconocida por Roma y erigida canónicamente por el papa Paulo IV, quien en 1554 autorizó al arzobispo de Canterbury, cardenal Reginald Pole, para eso. El obispo John Chambers mantuvo el cargo retornando al catolicismo. Tras su fallecimiento el 7 de febrero de 1556 el papa designó obispo a David Pole por recomendación de la reina, quien fue consagrado el 15 de agosto de 1557 como último obispo católico de Peterborough.
El 17 de noviembre de 1558 falleció la reina María y fue sucedida por Isabel I, quien con otra Acta de Supremacía del 8 de mayo de 1559 restauró la independencia de la Iglesia anglicana y rompió definitivamente con la Santa Sede. Desde entonces la diócesis de Peterborough es parte de la Iglesia de Inglaterra. Ese mismo año, junto con Bonner y otros dos prelados, firmó la carta de amonestación del arzobispo Heath a la reina Isabel, rogándole que volviera a la fe católica. Su negativa a prestar juramento bajo el acta de supremacía fue seguida por su privación del cargo; sin embargo, la reina lo trató con indulgencia. Con permiso para vivir en libertad condicional en Londres o sus alrededores, falleció en mayo de 1568. Con el nombramiento de Edmund Scambler en 1560 se inició la lista de obispos anglicanos de la diócesis de Peterborough.

## Episcopologio
- John Chambers † (23 de octubre de 1541 consagrado-12 de noviembre de 1554 falleció) (obispo cismático anglicano, retornó al catolicismo)

- John Chambers † (12 de noviembre de 1554-7 de febrero de 1556 falleció)
- David Pole † (15 de agosto de 1557 consagrado-1559 depuesto)